# Sent Feliç e Fontcauda
Sent Feliç de Font Cauda (en francès Saint-Félix-de-Foncaude) és un municipi francès situat al departament de la Gironda i a la regió de la Nova Aquitània.

## Demografia
| 1962                                       | 1968 | 1975 | 1982 | 1990 | 1999 | 2007 |
| ------------------------------------------ | ---- | ---- | ---- | ---- | ---- | ---- |
| 257                                        | 258  | 221  | 206  | 244  | 256  | 285  |
| Des de 1962: població sense dobles comptes |      |      |      |      |      |      |

## Administració
| Període | Identitat        | Partit |
| ------- | ---------------- | ------ |
| 2008-   | Bernard Rebillou |        |